# Haydari
Haydari is een traditioneel Turks bijgerecht, dat yoghurt als hoofdingrediënt heeft. Andere ingrediënten zijn knoflook, kruizemunt en olijfolie. Eventueel kunnen er ook kruiden of geraspte wortel aan toegevoegd worden. Het bijgerecht wordt met brood gegeten.
Het lijkt op het Griekse tzatziki. Net als tzatziki wordt het voor of naast de hoofdmaaltijd opgediend.